# Guitare baroque

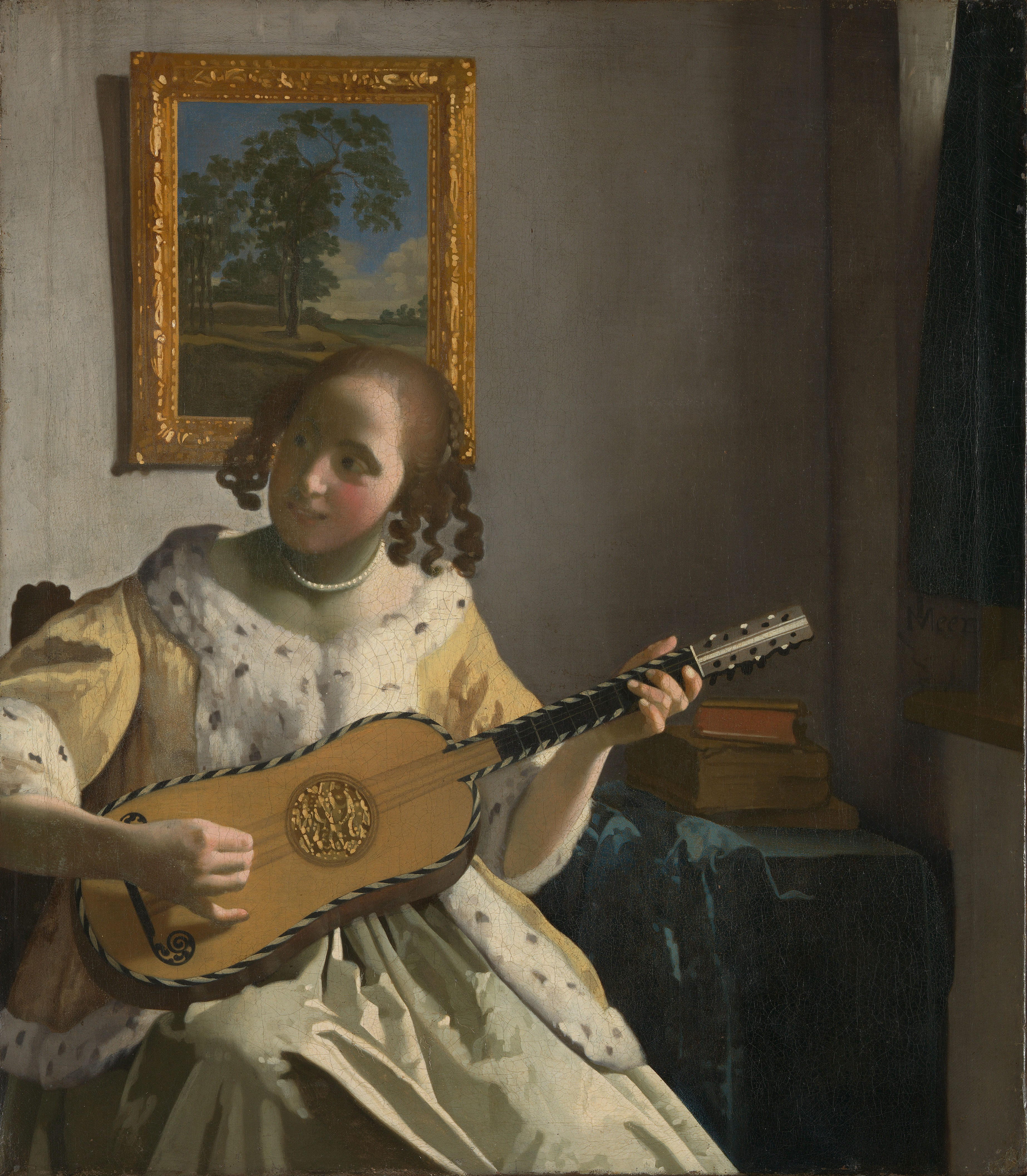
Représentation d’une guitare baroque dans Une femme jouant de la guitare de Johannes Vermeer (v. 1672).

La guitare baroque ou guitare à cinq chœurs est une guitare utilisée lors de la période baroque. Elle précède la guitare romantique apparue à la fin du XVIIIe siècle de même accord que la guitare classique actuelle, cependant moins sonore. Bien qu’il soit difficile de déterminer une date exacte, elle a été utilisée de la seconde moitié du XVIe siècle à la fin du XVIIIe siècle en Espagne, en Italie et en France. La plus ancienne mention connue de guitare à cinq cordes provient du livre espagnol du milieu du  XVIe siècle Declaracion de Instrumentos Musicales de Juan Bermudo publié en 1555.  Comme la guitare classique la guitare baroque se joue en soliste mais également en tant qu’instrument d'accompagnement. Le premier traité publié pour la guitare baroque a été écrit par Juan Carlos Amat a été publié en 1590, Guitarra Española de cinco ordenes (La guitare espagnole à cinq choeurs),.

## Description
Le corps de la guitare baroque est de forme similaire aux guitares classiques actuelles, mais beaucoup plus étroit et généralement de profondeur moindre. Les chœurs (association de deux cordes jouées généralement simultanément) sont au nombre de cinq, ce qui correspond à neuf ou dix cordes de boyau selon que la chanterelle est doublée ou non. La rosace est décorée, soit, comme pour le luth à l'aide d'une fine pièce de bois ornementale découpée, soit par une succession de couches de parchemin formant une sorte de pyramide inversée. Les frettes sont également en boyau et nouées à l'arrière du manche (elles sont donc mobiles, contrairement à celles des instruments actuels).

## Accord
L'accord correspond à l'accord des cinq premières cordes de la guitare classique, mais avec des octaves différentes suivant les compositeurs et les pays, et certains chœurs pouvant être constitués de deux cordes à l'octave l'une par rapport à l'autre. Les descriptions de l'accord faites par les auteurs laissent une grande part à l'interprétation, ils se contentent souvent de quelques indications concernant la nécessité d'une octave sur tel ou tel chœur, mais donnent rarement l'accord complet ; de toute façon, là comme dans d'autres domaines, l'époque baroque ne connait pas de standards universels et les variantes décrites ci-dessous doivent être considérées avec précaution.
| Compositeur                       | Accord |
| --------------------------------- | --- |
| Gaspar Sanz (Espagne)             | \new Staff \with {\remove "Time_signature_engraver"}{\time 5/1\clef "G_8" { << {e'1 b g d' a} \\ {e' b g d' a} >>}} |
| Robert de Visée (France)          | \new Staff \with {\remove "Time_signature_engraver"}{\time 5/1\clef "G_8" { << {e'1 b g d' a} \\ {e' b g d a} >>}}  |
| Girolamo Montesardo (en) (Italie) | \new Staff \with {\remove "Time_signature_engraver"}{\time 5/1\clef "G_8" { << {e'1 b g d' a} \\ {e' b g d a,} >>}} |

## Techniques de jeu
Une utilisation caractéristique de l'accord rentrant est le jeu en campanella (terme italien pour « clochette »), qui consiste à jouer des notes conjointes sur des cordes différentes, chaque note continuant à vibrer lorsque la suivante est jouée, contrairement à ce qui se produit lorsque l'on joue des notes conjointes sur la même corde. Voir ci-dessous un extrait de tablature de Canarios de Gaspar Sanz avec la tablature et les notes produites (avec l'accord no 1 - Gaspar Sanz - ci-dessus) 

## Répertoire
Comme pour la plupart du répertoire pour instruments solistes de l'époque, le répertoire est constitué de danses ou de variations instrumentales sur des thèmes connus, mais également de transcriptions de pièces chantées ou destinées à l'orchestre.
De nombreux compositeurs (Gaspar Sanz, Santiago de Murcia, François Campion, Henri Grenerin (es) ...) publient des traités pour l'accompagnement qui laissent penser que la guitare baroque est également utilisée pour réaliser la basse continue.

## Continuité et évolution
Au Portugal, la viola braguesa (en), la viole caipira au Brésil et la viola amarantina (en) à 10 cordes, qui descendent de la guitare baroque européenne, sont encore actuellement utilisées. La viola caipira (littéralement « viole rustique » ou « viole campagnarde »), dans ses deux variantes (três quartos et machete) est pratiquement identique à la guitare baroque. Elle s'utilise en accompagnement du chant dramatique cantoria, de la poésie improvisée (repente), de la musique rurale en général (música caipira), et dans la région du Recôncavo de Bahia, pour le samba-de-viola.[réf. souhaitée]
Le jarana, instrument très utilisé dans l'État de Veracruz du sud du Mexique, est une évolution de la guitare baroque. C’est d'un des principaux instruments utilisés pour le son jarocho.

### Principaux compositeurs de guitare baroque
France
- François Campion (Rouen 1680-Paris 1748)
- Antoine Carré de La Grange
- François Le Cocq
- Francesco Corbetta (vers 1620-1681)
- Nicolas Derosiers
- Henri Grenerin (es) (1625-1700)
- Louis Jourdan de La Salle
- Rémy Médard
- Robert de Visée (vers 1658-1725)

Italie
- Giovanni Paolo Foscarini
- Giovanni Battista Granata (en) (1620/1-1687)
- Girolamo Montesardo (en) (fl. 1606–c. 1620)
- Ludovico Roncalli

Espagne
- Francisco Guerau
- Antonio de Santa Cruz (es)
- Santiago de Murcia
- Gaspar Sanz (1640-1710)

Tchécoslovaquie
- Johann Anton Losy von Losimthal